# Robert Beltran
Robert Adame Beltran (* 19. listopadu 1953 Bakersfield, Kalifornie) je americký herec.
Pochází z rodiny Američanů mexického původu, má sedm bratrů a dvě sestry. Vystudoval herectví na California State University, Fresno a přestěhoval se do Los Angeles. Zde od roku 1979 hraje v divadle i ve filmech. Debutoval ve snímku Páskové z Los Angeles (1981), prosadil se o rok později díky roli ve filmu Eating Raoul (1982). Po boku Chucka Norrise a Davida Carradinea hrál v akčním snímku Osamělý vlk McQuade (1983). V 90. letech hostoval například v seriálech To je vražda, napsala a Superman, pravidelněji se objevoval v Modelkách s.r.o. V letech 1995–2001 hrál komandéra Chakotaye, jednu z hlavních postav sci-fi seriálu Star Trek: Vesmírná loď Voyager, kterou namluvil i pro animovaný seriál Star Trek: Fenomén (2022). V prvním desetiletí 21. století hostoval např. v seriálech Kriminálka Miami a Medium, hrál též v seriálu Velká láska.